# گانوور ۴۵۸۶
سیارک ۴۵۸۶ (به انگلیسی: 4586 Gunvor، نامگذاری:6047P-L) چهار هزار و پانصد و هشتاد و ششمین سیارک کشف شده‌است که در ۲۴ سپتامبر ۱۹۶۰ کشف شد.
قدر مطلق سیارک برابر ۱۳٫۸۰ است.